# 扎布里德 (若夫克瓦區)
50°11′51″N 23°57′47″E / 50.19750°N 23.96306°E
扎布里德（烏克蘭語：Забрід），是烏克蘭西部的村莊，隸屬利維夫州的利維夫區。該村面積4.29平方公里，2001年人口180，人口密度每平方公里41.93人。